# 杨谷 (正德进士)
杨谷（1485年—1549年），字遷喬，號筦湖，南直隶淮安府山陽縣人，民籍。明朝政治人物。

## 生平
治《礼记》，行四，由縣學生中式正德二年丁卯科（1507年）應天府鄉試第四十九名舉人，年二十四歲中式正德三年（1508年）戊辰科會試第五名，第三甲第一百九十二名進士。授浙江處州府松陽縣知縣，九年行取都察院山東道理刑，十年（1515年）闰四月實授河南道监察御史，养病家居。嘉靖五年（1526年）春由巡按御史李東举荐，起復河南道御史，七年（1528年）十一月升为南京通政使司右参议，以父亲年高八十三，八年五月回籍终养。十年正月革职閑住。

## 家族
曾祖杨十四。祖父杨春。父杨琳。母董氏。具庆下。兄楊銑，號柳溪，官訓導。從兄楊镗、从弟楊铸、楊睿。